# Denys Isajenko
Denys Wiktorowycz Isajenko (ukr. Денис Вікторович Ісаєнко; ur. 17 marca 1980 w Nowoszepełyczach) – ukraiński hokeista, reprezentant Ukrainy, trener.

## Kariera
- Łokomotiw w Jarosław (1998-1999)
- Berkut Kijów (1999-2002)
- Barwinok Charków (2002)
- HK Homel (2002-2004)
- Sokił Kijów (2004-2006)
- HK Homel (2006-2008)
- Sokił Kijów (2008-2011)
- Berkut Kijów (2011-2013)
- Kompańjon Kijów (2013-2014)
- Generals Kijów (2015-2016)
- HK Krzemieńczuk (2016-2017, 2022-)

Występował w rozgrywkach ukraińskiej ekstraligi, białoruskiej ekstraligi. Od 2015 do stycznia 2016 zawodnik Generals Kijów. Od stycznia 2016 zawodnik HK Krzemieńczuk. Przed sezonem 2022/2023 wznowił karierę i ponownie został graczem HK Krzemieńczuk.
Grał w kadrach juniorskich Ukrainy. Uczestniczył w turnieju mistrzostw świata juniorów do lat 20 edycji 2000. Brał udział w turnieju zimowej uniwersjady edycji 2001. W barwach reprezentacji seniorskiej uczestniczył w turniejach mistrzostw świata w 2004, 2005, 2006, 2007 (Elita), 2010, 2011, 2012, 2014, 2016, 2017 (Dywizja I).

## Kariera trenerska
W sezonie 2016/2017 był trenerem żeńskiego zespołu hokejowego ŻHK Ławyna Krzemieńczuk. W połowie 2018 został asystentem w sztabie klubu HK Krzemieńczuk. Funkcję pełnił w sezonie UHL 2018/2019.

## Sukcesy

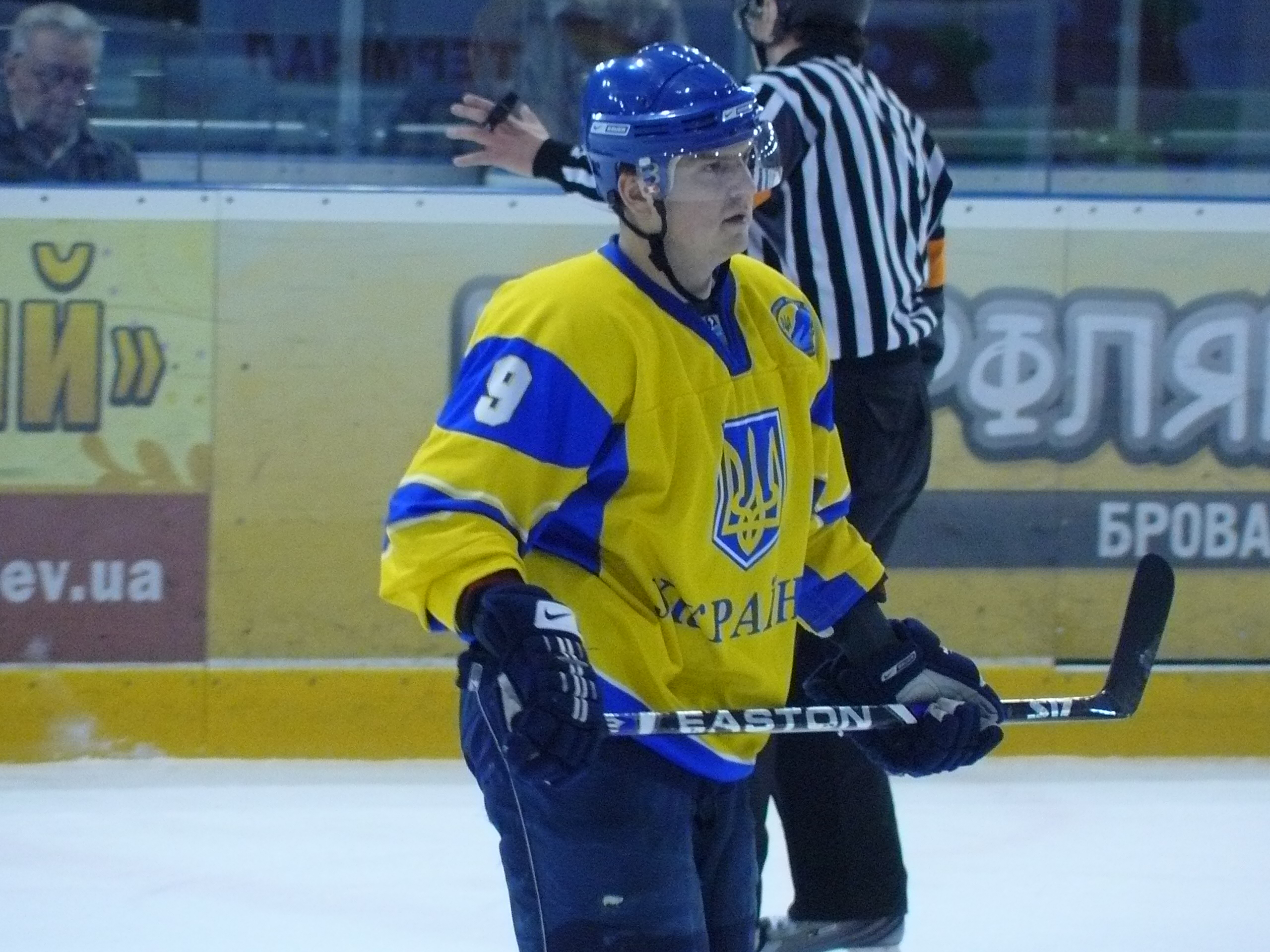
Denys Isajenko w barwach Ukrainy (2010)

Reprezentacyjne
- Brązowy medal zimowej uniwersjady: 2001
- Awans do MŚ Dywizji I Grupy A: 2016

Klubowe
- Złoty medal Wschodnioeuropejskiej Hokejowej Ligi: 2000, 2001 z Berkutem Kijów
- Złoty medal mistrzostw Ukrainy: 2000, 2001, 2002 z Berkutem Kijów, 2005, 2006, 2009, 2010 z Sokiłem Kijów, 2014 z Kompańjonem Kijów
- Złoty medal mistrzostw Białorusi: 2003 z HK Homel
- Brązowy medal mistrzostw Białorusi: 2004 z HK Homel
- Puchar Białorusi: 2003, 2004, 2007 z HK Homel
- Drugie miejsce we Wschodnioeuropejskiej Lidze Hokejowej: 2003, 2004 z HK Homel
- Drugie miejsce w Pucharze Kontynentalnym: 2004 z HK Homel
- Puchar Ukrainy: 2007 z Sokiłem Kijów
- Srebrny medal mistrzostw Ukrainy: 2011 z Sokiłem Kijów, 2017, 2023 z HK Krzemieńczuk
- Brązowy medal mistrzostw Ukrainy: 2012 z Berkutem Kijów, 2016 z HK Krzemieńczuk

Indywidualne
- Mistrzostwa Świata w Hokeju na Lodzie 2010/I Dywizja#Grupa A:
  - Pierwsze miejsce w klasyfikacji +/- turnieju: +11[6]
  - Czwarte miejsce w klasyfikacji kanadyjskiej wśród obrońców turnieju: 6 punktów[7]